# Lange Lacke
Lange Lacke är en sjö i Österrike.   Den ligger i förbundslandet Burgenland, i den östra delen av landet, 60 km sydost om huvudstaden Wien. Lange Lacke ligger 116 meter över havet.
Lange Lacke är en av de större sjöarna i regionen Seewinkel. Världsnaturfonden lånade 1963 marken kring Lange Lacke och inrättade ett naturskyddsområde.
Trakten runt Lange Lacke består till största delen av jordbruksmark och pusta. Runt Lange Lacke är det ganska tätbefolkat, med 58 invånare per kvadratkilometer.